# Eleição municipal de Cachoeirinha (Rio Grande do Sul) em 2016
A eleição municipal de Cachoeirinha em 2016 foi realizada para eleger um prefeito, um vice-prefeito e 17 vereadores no município de Cachoeirinha, no estado brasileiro do Rio Grande do Sul. Foram eleitos ) e  para os cargos de prefeito(a) e vice-prefeito(a), respectivamente.
Seguindo a Constituição, os candidatos são eleitos para um mandato de quatro anos a se iniciar em 1º de janeiro de 2017. A decisão para os cargos da administração municipal, segundo o Tribunal Superior Eleitoral, contou com 101 240 eleitores aptos e 18 228 abstenções, de forma que 18% do eleitorado não compareceu às urnas naquele turno.

## Antecedentes
Antes de Miki Breier assumir, o prefeito era Luiz Vicente da Cunha Pires (PSB - Partido Socialista Brasileiro), filiado ao mesmo partido que Breier. Luiz Vicente assumiu nas eleições de 2008, sendo reeleito na de 2009. O prefeito que o antecedeu era José Luiz Stedile, que ficou no poder durante dois mandatos também. No primeiro deles, que foi de 1998 até 2001, Stedile era filiado ao PT (Partido do Trabalhador). No segundo mandato (2002-2005), entretanto, ele se associou ao PSB, fazendo com que o partido esteja comandando Cachoeirinha pelos últimos 14 anos.

## Campanha
Miki Breier fez campanha ao redor da cidade, participando de eventos em praças públicas e sendo recebido calorosamente pelo público. O lançamento de sua campanha aconteceu na Igreja São Vicente de Paulo.

## Resultados

### Eleição municipal de Cachoeirinha em 2016 para prefeito
A eleição para prefeito contou com 5 candidatos em 2016: Nilton Cezar Cheme do Democratas (Brasil), Antonio Teixeira do Rede Sustentabilidade, Miki Breier do Partido Socialista Brasileiro, Isalino Kingeski do Partido Socialismo e Liberdade, Leonel Jose Morem Matias do Partido dos Trabalhadores que obtiveram, respectivamente, 1 035, 12 792, 34 369, 3 687, 7 609 votos. O Tribunal Superior Eleitoral também contabilizou 18% de abstenções nesse turno. 
| Candidato(a)                  | Vice                                  | Coligação | Votos recebidos | Percentual |
| ----------------------------- | ------------------------------------- | --- | --------------- | ---------- |
| Miki Breier (PSB)             | Mauricio Rogerio de Medeiros Tonolher | Unidos Por Cachoeirinha PSB / PMDB / PR / SD / PTB / PSDB / PV / PPS / PRB / PSC / PSD / PDT / PP / PEN / PMN | 34369           | 57.77%     |
| Antonio Teixeira (REDE)       | Rafael da Silveira Velho              | Frente da Mudança REDE, PCdoB                                                                                 | 12792           | 21.5%      |
| Leonel Jose Morem Matias (PT) | Everton Augusto Ventura Franco        | Partido dos Trabalhadores (sem coligação)                                                                     | 7609            | 12.79%     |
| Isalino Kingeski (PSOL)       | Daniel Ramon Machado Jacoby           | Partido Socialismo e Liberdade (sem coligação)                                                                | 3687            | 6.2%       |
| Nilton Cezar Cheme (DEM)      | Pablo Raul Hernandez Torena           | Endireita Cachoeirinha DEM / PROS / PRP                                                                       | 1035            | 1.74%      |

### Eleição municipal de Cachoeirinha em 2016 para vereador
Na decisão para o cargo de vereador na eleição municipal de 2016, foram eleitos 17 vereadores com um total de 70 533 votos válidos. O Tribunal Superior Eleitoral contabilizou 6 299 votos em branco e 6 180 votos nulos. De um total de 101 240 eleitores aptos, 18 228 (18%) não compareceram às urnas .
| Nome                                 | Partido político                       | Coligação                                     | Votos recebidos | Percentual |
| ------------------------------------ | -------------------------------------- | --------------------------------------------- | --------------- | ---------- |
| Rubens Otavio Steigleder Ohlweiler   | Movimento Democrático Brasileiro (MDB) | Mobilização Democrática Republicana           | 2772            | 3.93%      |
| Deoclecio Lourenco de Mello          | Solidariedade (SD)                     | Frente Trabalhista Solidaria Democrática      | 2251            | 3.19%      |
| Marco Antonio Cardoso Barbosa        | Partido Socialista Brasileiro (PSB)    | Partido Socialista Brasileiro (sem coligação) | 1750            | 2.48%      |
| Edison Sousa Cordeiro                | Partido Republicano Brasileiro (PRB)   | Somos Todos Cachoeirinha                      | 1551            | 2.2%       |
| Jussara Maria da Silva               | Partido Socialista Brasileiro (PSB)    | Partido Socialista Brasileiro (sem coligação) | 1542            | 2.19%      |
| Ibaru Rodrigues Barboza              | Partido Socialista Brasileiro (PSB)    | Partido Socialista Brasileiro (sem coligação) | 1479            | 2.1%       |
| Jacqueline Camargo dos Santos Ritter | Partido Socialista Brasileiro (PSB)    | Partido Socialista Brasileiro (sem coligação) | 1452            | 2.06%      |
| Nelson José Martini                  | Partido Trabalhista Brasileiro (PTB)   | Frente Trabalhista Solidaria Democrática      | 1419            | 2.01%      |
| Luiz Fernando Medeiros dos Santos    | Partido Democrático Trabalhista (PDT)  | União Trabalhista Progressista                | 1340            | 1.9%       |
| Brinaldo Correa Mesquita             | Movimento Democrático Brasileiro (MDB) | Mobilização Democrática Republicana           | 1339            | 1.9%       |
| Alcides Antonio Iranzo Gattini       | Movimento Democrático Brasileiro (MDB) | Mobilização Democrática Republicana           | 1241            | 1.76%      |
| Joaquim Fortunato da Silva           | Partido Socialista Brasileiro (PSB)    | Partido Socialista Brasileiro (sem coligação) | 1218            | 1.73%      |
| Cristian Wasem Rosa                  | Movimento Democrático Brasileiro (MDB) | Mobilização Democrática Republicana           | 1214            | 1.72%      |
| Felisberto Xavier Espindola Neto     | Partido Verde (PV)                     | Frente Verde Popular Socialista               | 887             | 1.26%      |
| Eduardo Keller                       | Partido Republicano Brasileiro (PRB)   | Somos Todos Cachoeirinha                      | 799             | 1.13%      |
| Paulo Roberto Machado Oliveira       | Partido Democrático Trabalhista (PDT)  | União Trabalhista Progressista                | 791             | 1.12%      |
| Manoel Luis de Avila                 | Partido Democrático Trabalhista (PDT)  | União Trabalhista Progressista                | 762             | 1.08%      |

## Análise
Percebe-se que Miki Breier era o preferido da população de Cachoeirinha desde o início do processo eleitoral. Isso provavelmente se deve ao partido do prefeito, o PSB, já que os candidatos deste vem ganhando as eleições desde 2001. Essa preferência pelo PSB é notada também na escolha dos vereadores, já que 5 dos 17 candidatos eleitos são filiados a tal, sendo o partido mais votado em Cachoeirinha.